# Флаг Брюсселя
Флаг Брюсселя (фр. Drapeau de la ville de Bruxelles, нидерл. Vlag van Brussel) — один из официальных символов столицы Бельгии.
Флаг города Брюсселя из равновеликих горизонтальных полос, верхней зелёной и нижней красной, в центре которого изображен Архангел Михаил, поражающий копьём крылатого дьявола.

## История флага
Ранее флаг Брюсселя представлял собой горизонтальное или вертикальное разделение красного и зелёного цветов или красный цвет с зелёной каймой, так как красный и зелёный исторически считаются цветами города. Флаг бывшего муниципалитета Лакен представлял собой трёхцветный флаг, состоящий из трех одинаково широких вертикальных полос от древка синего, жёлтого и синего цветов. В 1921 году Лакен был присоединен к новому муниципалитету Брюсселя, использование данного флага было прекращено. На новом флаге стал изображаться Архангел, поражающий дьявола.

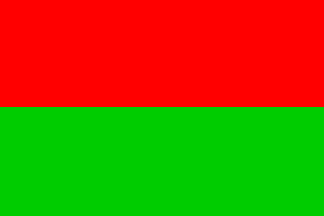
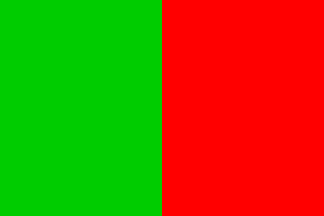
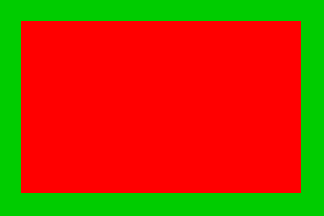
Флаг Лакена до 1921 года

## Варианты

Альтернативный флаг Брюсселя

На официальном флаге города Архангел Михаил и дьявол изображены жёлтым силуэтом. Но допускается и использование альтернативного флага, где в центре расположена упрощённая версия малого герба, где дьявол изображён чёрным, а Архангел прорисован.